# Petrorhagia candica
Petrorhagia candica är en nejlikväxtart som beskrevs av Peter William Ball och Heywood. Petrorhagia candica ingår i släktet klippnejlikor, och familjen nejlikväxter. Inga underarter finns listade i Catalogue of Life.